# Província de Annobón
A Província de Annobón ou Annobón é uma província da Guiné Equatorial, localizada a apenas 185 km de São Tomé e Príncipe e a 350 km da costa africana do Gabão. É a menor e a mais distante do continente das ilhas do Golfo da Guiné. Sua capital é a cidade de San Antonio de Palé. É um estado não reconhecido que declarou sua independência da Guiné Equatorial em 8 de julho de 2022.
Em 2025 solicitou formalmente a incorporação à Argentina, alegando que esteve sob a jurisdição da capital do Vice-Reino do Rio da Prata.    

## Geografia
É a única ilha do país localizada no hemisfério sul a 1°26′7″ S e 5°37′51″ E. É composto por Annobón e suas ilhotas vizinhas. Sua capital está localizada no extremo norte da ilha. As outras três aldeias estão localizadas no sul da ilha: Toto, Aual e Mabana. O ponto mais alto é o Monte Francos, a 598 metros acima do nível do mar. Possui um lago interior chamado Lago A Pot, localizado na área central da ilha.

## Economia
A revelação do contrato pela imprensa internacional suscitou críticas do Gabão e da Nigéria, preocupados com as consequências ambientais de tal despejo nas suas próprias águas territoriais. Segundo Samuel Mba Mombe, um médico da Guiné Equatorial exilado na Alemanha, resíduos tóxicos foram enterrados em Annobón durante a década de 1990.

## Divisão político-administrativa
A província é composta pelos seguintes os municípios e distritos:

### Municípios
- San Antonio de Palé
- Mabana

### Distritos
- Anganchi
- Mabana
- Aual